# Corybantes dolopia
Corybantes dolopia is een vlinder uit de familie Castniidae. De wetenschappelijke naam van de soort werd, als Castnia dolopia, in 1907 door Herbert Druce gepubliceerd.
De soort komt voor in het Neotropisch gebied.

## Synoniemen
- Castnia fusca Houlbert, 1917